# 漸近巨星分枝

異なった質量における恒星の進化がヘルツシュプルング・ラッセル図に表されている。漸近巨星分枝は、2太陽質量の線で、AGBと書かれている。

漸近巨星分枝（ぜんきんきょせいぶんし、asymptotic giant branch）または漸近巨星枝（ぜんきんきょせいし）は、ヘルツシュプルング・ラッセル図（HR図）において、低温で明るい、進化の進んだ恒星が分布する部分。小中質量星（0.8から8太陽質量 (M☉) ）は全てその生涯の後半にこの段階を経る。
観測上は、太陽より数千倍明るい赤色巨星のように見える。酸素と炭素からなるほとんど不活性な中心核と、ヘリウムの核融合で炭素が形成される殻、水素の核融合でヘリウムが形成される殻、通常の恒星と似た化学組成を持つ非常に大きな外層、といった内部構造を持つ。

## 恒星の進化

### 主系列から漸近巨星分枝へ
小中質量の恒星が中心部の水素を燃焼し尽くすと、水素核融合によって生じたヘリウムでできた核が形成される。この中心核では核融合反応が起こらず、自らの重力で潰れていくのを電子の縮退圧で支えられた状態となっている。この収縮する過程で発生する熱により、中心核を取り囲む水素の殻のような層で核融合が行われる。水素殻での核融合によりヘリウムが供給されることで中心核の質量は増え、さらに縮退が進んで温度は上昇する。逆に、核の周りの外層は膨張して表面温度は下がるため、光度が大きく低温の赤色巨星となる。このような天体は、HR図上では右上の赤色巨星分枝 (RGB, Red Giant Branch) と呼ばれる部分に分布する。この段階で、核で生成された物質の一部が外層に混じる「汲み上げ効果」が生じ、恒星大気のスペクトルに核融合で生成された物質が観測されるようになる。RGB以降の恒星進化においては、この汲み上げ効果が起こる過程が複数あることから、恒星大気の組成の研究は恒星進化論の研究に欠かせないものとなっている。
縮退がさらに進み、核の温度が約1億Kに達すると、中心核でヘリウム核融合が暴走するヘリウムフラッシュと呼ばれる現象が生じる。これにより核は膨張した後、安定したヘリウム核融合を続け、その外側の球殻では水素の核融合が継続される。これにより恒星は膨張から収縮に転じ、表面温度は上昇を始め、HR図上では左または左下の方向へ移動する。この段階は、種族IIの星では水平分枝、種族Iの星ではレッドクランプに相当する。
中心核でのヘリウム核融合が終わると、恒星は再びHR図上を右上に移動する。このとき、かつてRGBに至ったときと同じような経路をたどるため、この段階のことを「漸近巨星分枝 (AGB, Asymptotic Giant Branch) 」と呼び。この段階にある星は「AGB星(AGB star、asymptotic giant branch star)（漸近巨星分枝星）」と呼ばれる。

### 漸近巨星分枝段階
漸近巨星分枝段階は、初期と後期の2段階に分けられる。初期段階での主要なエネルギー源は、炭素と酸素で構成される核を取り巻くヘリウムの殻で起きる核融合である。この段階で恒星は膨張し、再び赤色巨星になる。恒星の半径は1天文単位程度にも大きくなる。ヘリウム殻が燃料を使い果たすと後期が始まる。後期段階では、ヘリウム殻のすぐ外側の薄い水素の層で行われる核融合がエネルギー源となる。しかし1万年から10万年が経過し、水素核融合で生じたヘリウムがヘリウム殻に十分に蓄えられると、再びヘリウムの核融合が起こり、一時的に水素核融合が止まる。この現象は熱パルスまたはヘリウム殻フラッシュ（ヘリウムシェルフラッシュ）と呼ばれる。熱パルスによって生じたエネルギーは放射だけでは運びきれなくなるため、対流が発生する。対流層はヘリウム層の大部分に広がり、エネルギーが効率よく運ばれることによってヘリウム殻フラッシュは収束に向かう。熱パルスが収まった後は再び水素核融合を主とした状態に戻り、またヘリウム殻にヘリウムが蓄積されていく。
熱パルスのピーク直後、ヘリウム層に広がったヘリウム殻フラッシュの生成物が外層の対流によって表面大気に運ばれる（汲み上げ効果）。これによって恒星大気中の炭素が増大するほか、中性子を多く含んだs過程の元素が見られるようになり、S型星として観測される。さらにこの過程を繰り返すことで恒星大気中の炭素が酸素の量を上回ったときに、典型的なAGB星である炭素星が形成されると考えられている。
AGB星は典型的な長周期変光星であり、恒星風で大きな質量を失っている。恒星は、漸近巨星分枝の段階で質量の50%から70%を失う。

### AGB星の星周エンベロープ
AGB星の大きな質量喪失は、広がった星周エンベロープ (CSE, Circumstellar envelope) に囲われていることを意味する。約100万年というAGB星の平均寿命と10km/sという外層部の速度から、CSEの最大半径は約30光年と推定される。これは、恒星風が星間物質と混合し、恒星と星間ガスの速度が等しくなる最大の値である。CSEの温度はガスや塵の比熱によって決まるが、2000Kから3000Kの温度を持つ光球からの距離に従って低下する。
AGB星の恒星風は、しばしばメーザー放出も伴う。メーザーとなる分子は、一酸化ケイ素、水、ヒドロキシルラジカル等である。
これらの恒星が外層をほぼ失って核のみが残った後、短寿命の原始惑星状星雲になることがある。AGB星の外層は、最終的に惑星状星雲等になる。

### 後期熱パルス
漸近巨星分枝の段階を経た恒星の約4分の1は、再燃焼と呼ばれる過程に入る。炭素と酸素から構成される核は、水素の外殻を伴ったヘリウムに囲まれている。ヘリウムが再点火すると熱パルスが発生して恒星はすぐにAGB星に戻り、ヘリウムを燃焼し始め、水素の欠乏した天体になる。熱パルスが発生した時に恒星に水素を燃焼する殻がまだ残っている場合には、後期熱パルスまたは超後期熱パルスと呼ばれる。
燃焼を再開した恒星の外層からは、再び恒星風が吹き出し、恒星は再びヘルツシュプルング・ラッセル図上で進化の過程をたどる。しかしこの段階は非常に短く、恒星が再び白色矮星に向かうまでの200年しか続かない。見かけ上は、後期熱パルスの段階の恒星は、ウォルフ・ライエ星のように見える。